# Donacoscaptes
Donacoscaptes é um gênero de mariposa pertencente à família Crambidae.